# Аркас, Николай Николаевич (младший)
Никола́й Никола́евич А́ркас (1880, Николаев — 1938, Хуст) — командир полка УНР.

## Биография
Николай Аркас родился в семье украинского писателя, историка и композитора Николая Николаевича Аркаса (старшего) и его жены Ольги Ивановны Шишкиной. Николай учился в Морском и Николаевском кадетском корпусах (не окончил), в Елизаветградском кавалерийском училище, которое закончил 24 сентября 1901 года по 2-м разряду и вышел юнкером в 46-й драгунский Переяславский полк (с 10 февраля 1902 года — корнет).
С 4 апреля 1905 года находился в запасе в войсках Приморской области. 29 ноября 1905 года был определён к войскам Заамурского округа Отдельного корпуса пограничной стражи. С 4 февраля по 25 июня 1906 года был личным адъютантом командующего российских войск на Дальнем Востоке генерала Гродекова. 10 августа 1906 года вышел в запас.
17 июля 1914 года в звании поручика был мобилизован к армии. 28 июля 1914 года был зачислен в 8-й гусарский Лубенский полк. 27 апреля 1915 года переведён в Чеченский конный полк Отдельной Кавказской Туземной дивизии. С 23 октября 1915 года — начальник дивизионной военно-полицейской команды. С 12 июля 1916 года — обер-офицер для поручений при начальнике дивизии генерала Багратионе. С 4 марта 1917 года — штабс-ротмистр.
С 4 июля 1917 года — командир 7-го ординарческого эскадрона, который в декабре 1917 года был украинизирован. Аркас переименовал эскадрон в Полтавскую партизанскую конную сотню, во главе этой сотни в феврале 1918 года в составе Запорожской бригады войск Центральной Рады УНР принимал участие в боях под Киевом против большевиков. С 1 марта 1918 года сотня несла стражу возле наиболее важных учреждений Киева. В апреле 1918 года сотня была реорганизована в Отдельный Сердюцкий конный дивизион Армии УНР.
Во время гетманского переворота в конце апреля 1918 года Николай Аркас во главе дивизиона одним из первых поддержал Павла Скоропадского. Во времена гетманства оставался командиром дивизиона, который продолжал нести стражу в Киеве. 15 декабря 1918 года, после вступления в Киев войск Директории, дивизион перешёл в её распоряжение и был переименован в Конно-гонецкий полк штаба армии УНР.
Во главе этого полка Николай Аркас принимал участие в боях на Черниговщине в конце декабря 1918 года — в январе 1919 года (до 5 февраля 1919 года). Состоянием на 21 февраля 1919 года — командир конного дивизиона, который принимал участие в боях под Киевом. Весной 1919 года — в распоряжении штаба Юго-Восточной группы армии УНР, комендант моста на Днестре, через который в апреле 1919 года украинские войска переходили в Румынию.
С 19 августа 1919 года — командир 2-го конного полка имени Максима Зализняка армии УНР (с середины сентября 1919 года — 2-й конный Переяславский полк). 11 декабря 1919 года не пошёл в Первый зимний поход и вместе с полком присоединился к Украинской Галицкой армии, которая на то время находилась в союзе с Вооружёнными Силами Юга России.
15 декабря 1919 года приказом по армии УНР Аркас был объявлен изменником. Большая часть полка вскоре вернулась к армии УНР.
С 1920 года жил на эмиграции в Станиславе, Коломые, работал актёром и режиссёром. С 1926 года — актёр и режиссёр Русинского театра в Ужгороде. С 1929 года — директор этого театра.
Умер и похоронен в Закарпатье, в городе Хуст